# Израильское царство
Израильское царство (др.-евр. 𐤉𐤔𐤓𐤀𐤋‬ [jiɬ.raːˈʔil]; ивр. ממלכת ישראל‎ [mam.la.ˈχa jis.ʁaˈʔel]) — древнее еврейское царство. Согласно Библии, основано пророком Самуилом и первым израильским царём Саулом. Основание царства датируется серединой-второй половиной XI века до н. э.
В течение следующего столетия стало крупной державой Древнего Востока, под властью царей Саула, Давида и Соломона.
После смерти царя Соломона (около 935—930 годов до н. э.) распалось на северное Израильское и южное Иудейское царства. Поэтому следует различать:
- Израильское царство как единое, возглавляемое вначале Саулом и, впоследствии, домом Давидовым (Давидом и, после него, Соломоном), в некоторых источниках — Израильско-Иудейское царство.
- Государство, преемственное первому, образованное десятью коленами Израилевыми, не признавшими власть Ровоама — сына Соломона, в современных источниках также именуется Северное Израильское царство.

Историчность существования Израильского царства как единой могущественной державы является предметом дискуссии.

## Происхождение названия
Источником названия Израиль (Исраэ́ль ивр. ישראל‎) служит Книга Бытия, где Иаков после борьбы с Богом получает имя Израиль (Исраэ́ль ивр. ישראל‎): «И сказал: как имя твоё? Он сказал: Иаков. И сказал: отныне имя тебе будет не Иаков, а Израиль, ибо ты боролся с Богом, и человеков одолевать будешь» (Быт. 32:27, 28).
Толкователи расходятся в определении значения этого слова. По одной версии, это имя происходит от глагола сарар (ивр. שרר‎ — «управлять, быть сильным, иметь власть, данную свыше»), таким образом, образуя слово, означающее «Имеющий власть над силами». Другие возможные значения — «Принц Божий» или «Борьба/битва Бога». Впоследствии, еврейский народ, произошедший от Иакова, стал называться «Сыны Израиля», «Народ Израиля» или «израильтяне».
Первое в истории возможное упоминание слова «Израиль» было обнаружено на стеле фараона Мернептаха на территории Древнего Египта (конец XIII века до н. э.) и относится к народу, а не к стране. В книге Исход словом «Израиль» также обозначается народ (не страна и не государство) — израильтяне. Лишь после занятия израильтянами Ханаана (территории современного государства Израиль) словом «Израиль» обозначается также и страна — территория, занимаемая израильтянами.

## История согласно Библии

### Единое царство
История Израильского царства начинается возведением первосвященником и пророком Самуилом Саула в царское достоинство — помазанием на царство Саула как первого Израильского царя. Разные источники датируют это событие 1067—1025 годами до нашей эры. Как свидетельствуют книги Царств, Саул недолго был верным слугой Божьим. В частности, через Самуила Бог повелел Саулу покарать амаликитян и, в том числе, предать царя амаликитян смертной казни и уничтожить весь скот этого народа. Но Саул не полностью выполнил Божье повеление. Царь амаликитян был взят в плен, но не умерщвлён, а скот амаликитян объявлен военным трофеем. В другой раз Саул самочинно совершил всесожжение, не дождавшись первосвященника — в данном случае пророка Самуила, задержавшегося по пути к военному лагерю Саула (по Закону Моисееву совершать всесожжение имеет право исключительно первосвященник). В результате Самуилу было велено Богом помазать на царство юного Давида, в то время пасшего отцовские стада.
После победы Давида над Голиафом, предрешившей победу израильского войска над филистимским, а также после ряда других удачных военных акций против филистимлян, популярность Давида резко возросла (известна фраза: «Саул убил тысячи; Давид убил десятки тысяч»). Саул был в панике, испугавшись, что Давид отнимет у него царский престол (по закону Давид имел полное право сместить Саула с царского престола, но не воспользовался этим правом). В результате Израильское царство фактически пережило первую (но не последнюю) гражданскую войну. Правление Саула завершилось разгромом его войска филистимлянами, его сын пал в сражении; сам же Саул покончил с собой, опасаясь быть взятым в плен.
Период царствования Давида и Соломона в XI и X веках до н. э. — золотой век Израильского царства. В 1010 году до н. э. Давид перенёс столицу в Иерусалим и значительно расширил город. Согласно описанию из Второй Книги Царей (глава 5, стих 9), царство Давида простиралось от берегов Евфрата до Газы. Но и его правление было небезоблачным. В частности, случилась новая гражданская война. Давиду противостоял его сын Авессалом, незаконно претендовавший на царский престол. В результате этой войны Авессалом был убит слугами Давида вопреки приказу царя. Тем не менее, Израиль под управлением Давида очень удачно вёл войны против внешних врагов. Также велось обширное строительство, в том числе в Иерусалиме.
Соломон, сын и преемник Давида на Израильском царском престоле, описывается в Писании, в Третьей книге царств (3 Цар., 3:12) как мудрейший из царей и как строитель Иерусалимского Храма (3 Цар., 5: 2 — 6). Соломон смог развить внешне- и внутриполитические достижения Давида. Собственно, в правление Соломона Израильское царство находилось в зените своего могущества.

### Разделение
Смерть Соломона (ок. 932—928 годов до н. э.) практически поставила точку в истории Израильского царства как единого государства. На царский престол взошёл его сын Ровоам. Но он проводил чрезмерно жёсткую репрессивную внутреннюю политику. Именно Ровоаму принадлежит высказывание: «Отец мой наказывал вас бичами, а я буду наказывать скорпионами (кнуты с крючьями)» (3 Цар. 12:11). Десять колен Израилевых не признали над собой его власть и объединились под властью Иеровоама I, образовав в северной части до этого единого Израильского царства Северное Израильское царство. Колена же Иудино и Вениаминово остались верны Дому Давидову и образовали государство с центром в Иерусалиме, известное впоследствии как Южное Иудейское царство.

## Сомнения в историчности
На данный момент среди археологов нет единого мнения, подтверждающего или опровергающего существование объединённой монархии Давида и Соломона.
Долгое время считалось, что хотя отсутствуют прямые свидетельства существования Соломона и Давида, и многие детали библейского рассказа об этих царях носят характер легенды, история прихода Давида к власти и расцвета страны при Соломоне хорошо соотносится с археологической действительностью. В частности, к завоеваниям Давида относили археологические свидетельства уничтожения бывших филистимских и ханаанских городов, а к постройкам его сына Соломона относили обнаруженные в нескольких местах Израиля остатки монументальных городских ворот и дворцов, построенных в течение короткого периода.
Трактовка и датировка археологических находок, рассматривающихся как подтверждающие существование единого Израильского царства, оспариваются. В израильской археологии и исторической науке существуют две школы, не согласных с датировками, трактовками находок и концепциями друг друга — «Тель-Авивская» и «Иерусалимская».
В частности, строения в Мегиддо, Хацоре и Гезере, позиционируемые как «Соломоновы», имеют альтернативную датировку IX века до н. э. — времени правления династии Омридов. По словам главы кафедры археологии Тель-Авивского университета, Исраэля Финкельштейна, Иерусалим времён Давида был «небольшой горной деревушкой», а в X веке до н. э. на территории царства из Ветхого Завета, писавшегося с VII века до н. э., только шёл процесс формирования государств, в котором участвовал целый ряд племён. По мнению профессора, Давид был предводителем одного из этих племён и являлся не более чем «вожаком банды разбойников». До настоящего времени нет археологических находок, подтверждающих описание бурного роста Иерусалима во время «золотого века».
Взглядов, сходных с концепцией Финкельштейна, придерживается Зеэв Херцог, профессор археологии Тель-Авивского университета. Он считает, что не существует никаких археологических доказательств единого Израильского Царства, и что Северное и Южное еврейские царства были изначально двумя отдельными, периодически враждующими между собой государствами, а Давид и Соломон были главами небольших племенных княжеств, Давид — в Хевроне, Соломон — в Иерусалиме. При этом во времена Давида и Соломона Иерусалим уже был большим поселением, однако в нём не было ни центрального храма, ни царского дворца.
Взгляды Финкельштейна и Херцога оспаривались археологами «иерусалимской школы», в том числе и на основании недавних раскопок Йосефа Гарфинкеля в Хирбет Кейафа и Эйлат Мазар в Иерусалиме, в частности, находка стены в Городе Давида.
Позже Финкельштейн оспорил утверждения Мазар, указывая на то, что стены, обнаруженные Мазар, не соединяются в один согласованный план и, по-видимому, принадлежат более чем одному зданию. Датировка стен, по Финкельштейну, выпадает на IX—VIII века до н. э. Финкельштейн утверждает, что некоторые из раскопанных Мазар стен действительно являются фазой развития государства в Иудее, но эта фаза датируется IX, а не X веком до н. э. Также некоторые археологи, в том числе Исраэль Финкельштейн и Александр Фанталкин из Тель-Авивского университета, обвиняют Мазар и других археологов, которые причисляют найденные стены ко временам Давида и Соломона, в субъективной интерпретации библейских текстов и выдаче желаемого за действительное.
Йосэф Гарфинкель утверждает, что Хирбет-Кияфа не принадлежал филистимлянам и соответствует библейскому городу Шаараим, и что найденная в Хирбет-Кияфа прото-ханаанская надпись является самой ранней ивритской надписью, которая была известна до сих пор; Гарфинкель интерпретировал само существование хорошо укреплённого города на границе с филистимлянами и находки на этом месте в поддержку библейского описания Объединённой монархии. Но Финкельштейн и Александр Фанталкин видят в археологических находках и датировке разрушения Хирбет-Кияфа, относимого ко времени кампании Шешонка I (по Библии, происходившей уже после распада единого царства), возможное подтверждение её принадлежности Северному царству Израиля.
Существование на границе с Иудеей крупного и хорошо укреплённого филистимского города Геф, возможно, самого большого города в Ханнане X—IX веков до н. э. (по оценкам 2015 года, занимавшего площадь в 50 га, при том что размер Иерусалима того времени оценивается в 12 га), позволяет поставить под сомнение утверждение, что царство Давида было настолько мощным, как описано в Библии.
Первое упоминание Израильского царства во внебиблейских источниках содержится в рассказе ассирийского царя Салманасара III о битве при Каркаре в 853 году до н. э. и относится к северному Израильскому царству.